# Holborn
Holborn es una zona en el centro de Londres (Inglaterra) y también el nombre de la principal calle de la zona, conocida como High Holborn entre St. Giles's High Street y Gray's Inn Road (el cruce queda más o menos donde estuvo Holborn Bar—la entrada a la City de Londres—) y luego Holborn Viaduct entre Holborn Circus y Newgate Street. Desde los cambios de límites en 1994, la calle corre a lo largo de la frontera entre el municipio londinense de Camden y la City de Londres; previamente el límite era menos obvio en la zona y cruzaba la calle en Holborn Bar.

## Historia

### Toponimia
La primera mención de la zona está en un capítulo de la abadía de Westminster, por el rey Edgar, data de 959. Esta menciona "la vieja iglesia de madera de San Andrés" (San Andrés). El nombre de Holborn puede derivar del inglés medio "hol" por hueco, y bourne, un arroyo, refiriéndose al río Fleet que corría por un valle inclinado hacia el este. El cartógrafo histórico William Shepherd en su Plan of London about 1300 etiqueta the Fleet como "Hole Bourn" donde pasa al este de la iglesia de San Andrés.  Sin embargo, el historiador del siglo XVI John Stow atribuye el nombre al Old Bourne ("viejo arroyo"), una pequeña corriente que él creía que afluía al Fleet en el puente de Holborn, una estructura perdida cuando el río fue encauzado en 1732. El curso exacto de la corriente es inseguro pero según Stow comenzó en uno de los muchos manantiales cerca de Holborn Bar, la vieja barrera de peaje de la City en la cumbre de Holborn Hill. Esto lo apoya un mapa de Londres y Westminster creado durante el reinado de Enrique VIII que claramente marca la calle como 'Oldbourne' y 'High Oldbourne'. Otros historiadores, sin embargo, encuentran la teoría poco plausible, a la vista de la inclinación del terreno.

### Gobierno local
Estaba entonces fuera de la jurisdicción de la City y parte de la hundred de Ossulstone en Middlesex. La Bars original fue el límite de la City de Londres desde 1223, cuando la jurisdicción de la City se amplió más allá de Walls, en Newgate, al suburbio aquí, tan lejos como el punto donde el Bars se erigió, hasta 1994 cuando el límite se movió a la unión de Chancery Lane. En 1394 el distrito de Farringdon Without fue creado, pero solo el lado meridional de Holborn estuvo bajo su jurisdicción con algunas propiedades menores, como partes de Furnival's Inn, en el lado septentrional, "por encima de Bars". El resto de la zona "por debajo de Bars" (fuera de la jurisdicción de la City) se organizó por el vestry de la parroquia de San Andrés. La zona de St George the Martyr Queen Square se convirtió en una parroquia separada en 1723 y se combinó con la parte de San Andrés en las afueras de la City de Londres en 1767 para formar St Andrew Holborn Above the Bars with St George the Martyr.
El distrito de Holborn se creó en 1855, formado por las parroquias civiles y los lugares extra-parroquiales de Glasshouse Yard, Saffron Hill, Hatton Garden, Ely Rents y Ely Place, St Andrew Holborn Above the Bars with St George the Martyr y St Sepulchre. El municipio metropolitano de Holborn se creó en 1900, formado por la zona anterior del distrito de Holborn y el distrito de St Giles, excluyendo Glasshouse Yard y St Sepulchre, que se incorporaron al municipio metropolitano de Finsbury. El municipio metropolitano de Holborn quedó disuelto en 1965 y esta zona ahora forma parte del municipio londinense de Camden.

### Desarrollo urbano
En el siglo XVIII, Holborn fue la ubicación de la infame molly house de Mother Clap, pero en la época moderna, High Holborn se había convertido en un centro para locales de entretenimiento que se adecuaran a gustos más generales: 22 tabernas se documentaron en los años 1860 y el Holborn Empire, originariamente Weston's Music Hall, se alzó entre 1857 y 1960, cuando fue derruido después de que sufriera daño estructural en el Blitz. El teatro estrenó el primer film en 1914, El mundo, el demonio y la carne, un melodrama de cincuenta minutos rodada en Kinemacolor.
Charles Dickens vivió en Furnival's Inn. Puso a su personaje "Pip", en Grandes esperanzas, como residente de Barnard's Inn, ahora ocupado por by Gresham College. Staple Inn, notable como imagen promocional de Old Holborn tobacco, está cerca. Los tres se llamaban Inns of Chancery. La más septentrional de las Inns of Court, Gray's Inn, está en Holborn, como está Lincoln's Inn: la zona había sido asociada con las profesionels legales desde la época medieval, y el nombre de la milicia local (hoy unidad del Territorial Army, el Inns of Court & City Yeomanry) aún refleja eso. Posteriormente la zona se diversificó y se convirtió en reconocible como la moderna calle. Hasta 1992, el Centro Meteorológico de Londres estaba ubicado en la calle. La compañía de seguros Prudential se reubicó en 2002. Las oficinas de Daily Mirror solía estar justo enfrente de él, pero el lugar está ahora ocupado por la cabeza principal de Sainsbury's.

## Geografía

### Zonas cercanas
- Bloomsbury
- Clerkenwell
- Smithfield
- Charing Cross
- Soho
- Covent Garden
- St. Giles

### Transporte
Las estaciones del metro de Londres más cercana están en Chancery Lane y Holborn. La estación de ferrocarril más cercana es City Thameslink.

## Personas destacadas
La siguiente es una lista de personas destacadas que nacieron en Holborn o están significativamente relacionadas con el barrio.
- John Barbirolli, director de orquesta, nació en Southampton Row (hay una placa azul en el hotel que su padre gestionaba).
- Thomas Chatterton (1752–1770), poeta, nació en Bristol y murió en una buhardilla en Holborn  a los 17 años de edad.
- Charles Dickens vivió en Doughty Street, donde hay un museo.
- Eric Morley (1918–2000), fundador del concurso de Miss World, nació en Holborn.
- Ann Radcliffe (1764–1823), novelista y renombrada autora de la novela gótica, nació en Holborn.
- Barry Sheene (1950–2003), campeón de motociclismo, pasó sus primeros años en Holborn.
- William Morris (1845–1896), artista y socialista, vivió en el n.º 8 de Red Lion Square.

## Galería

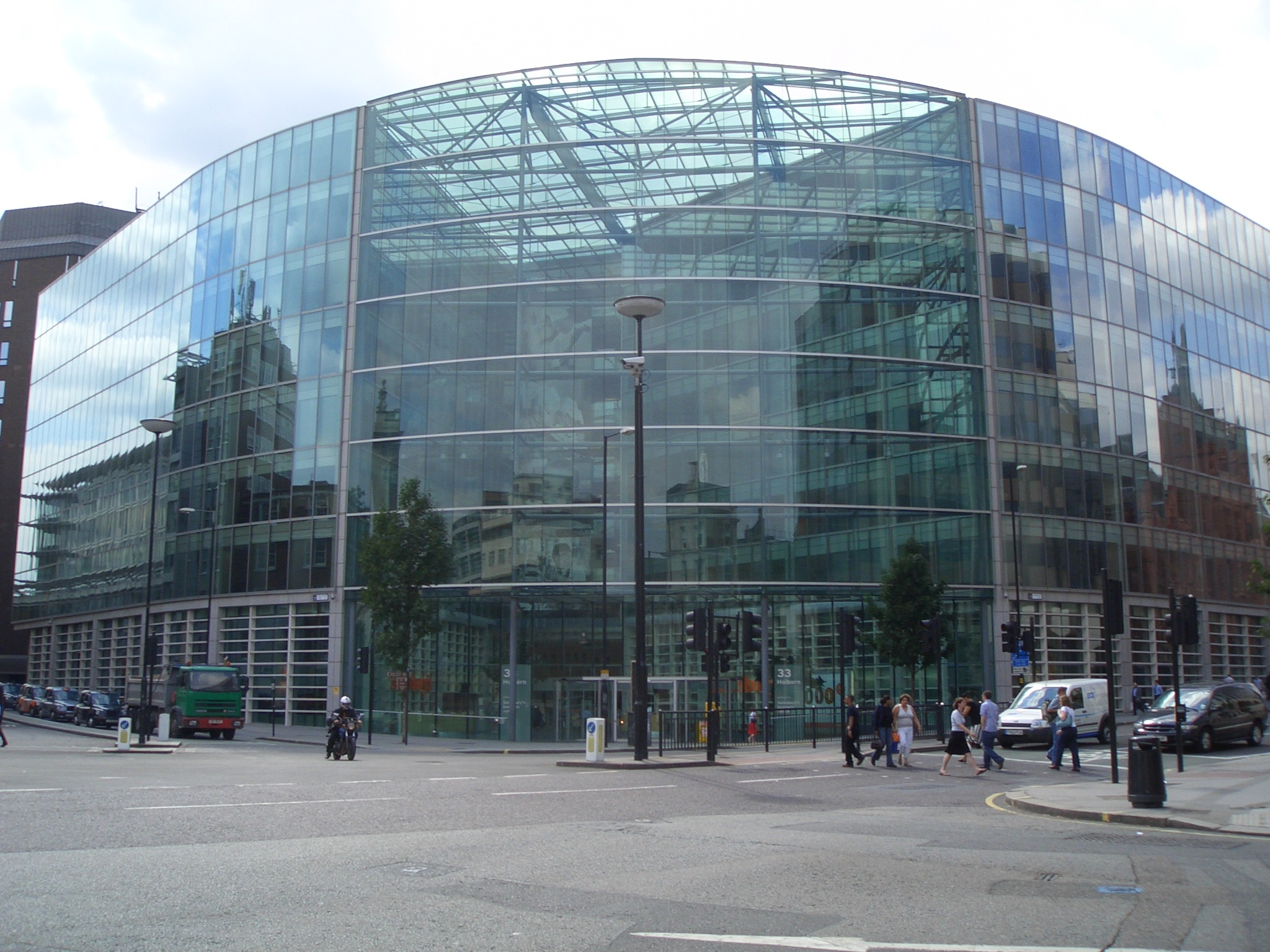
La sede de Sainsbury's en Holborn Circus
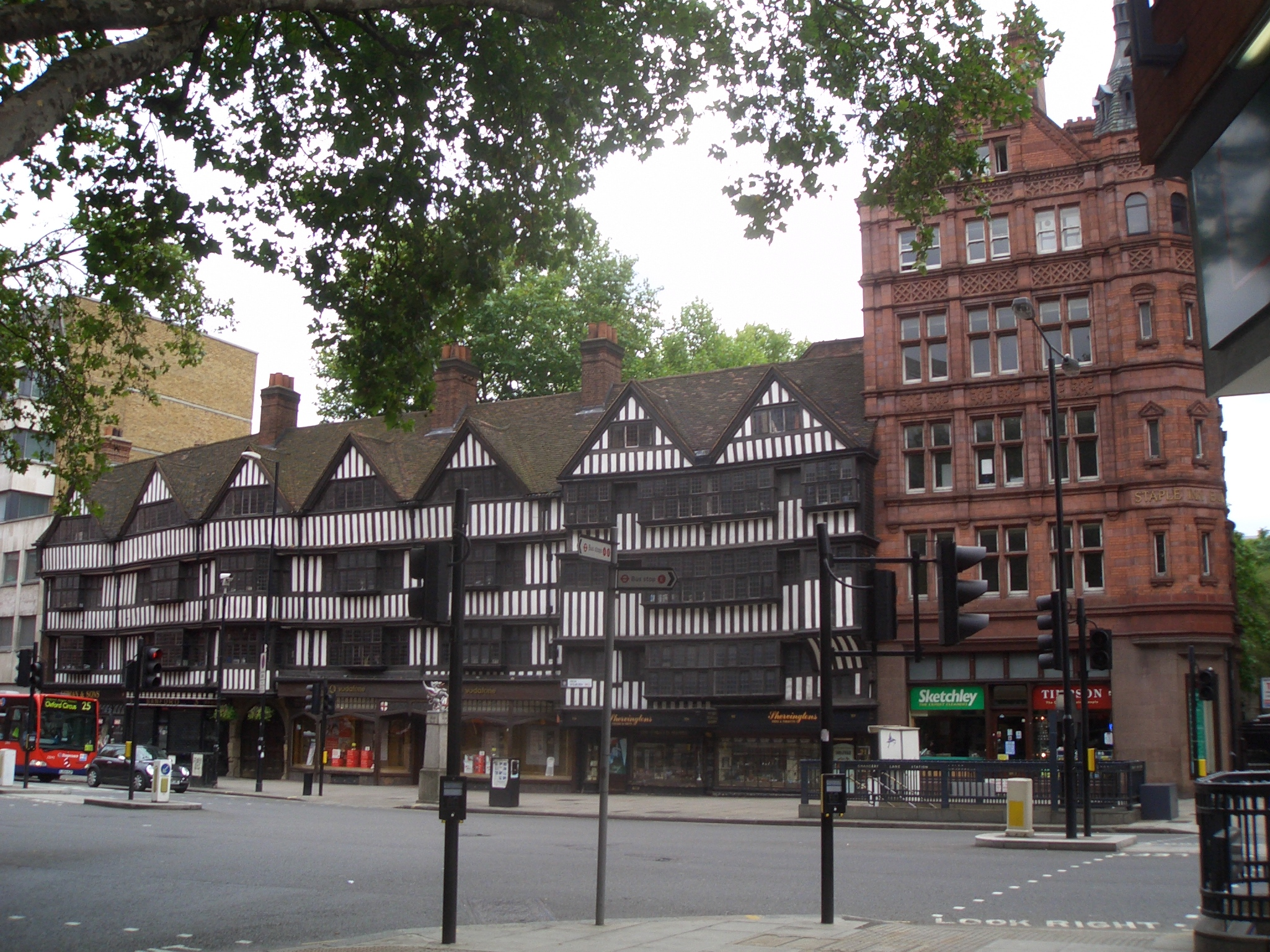
Staple Inn, cerca de la estación de Chancery Lane
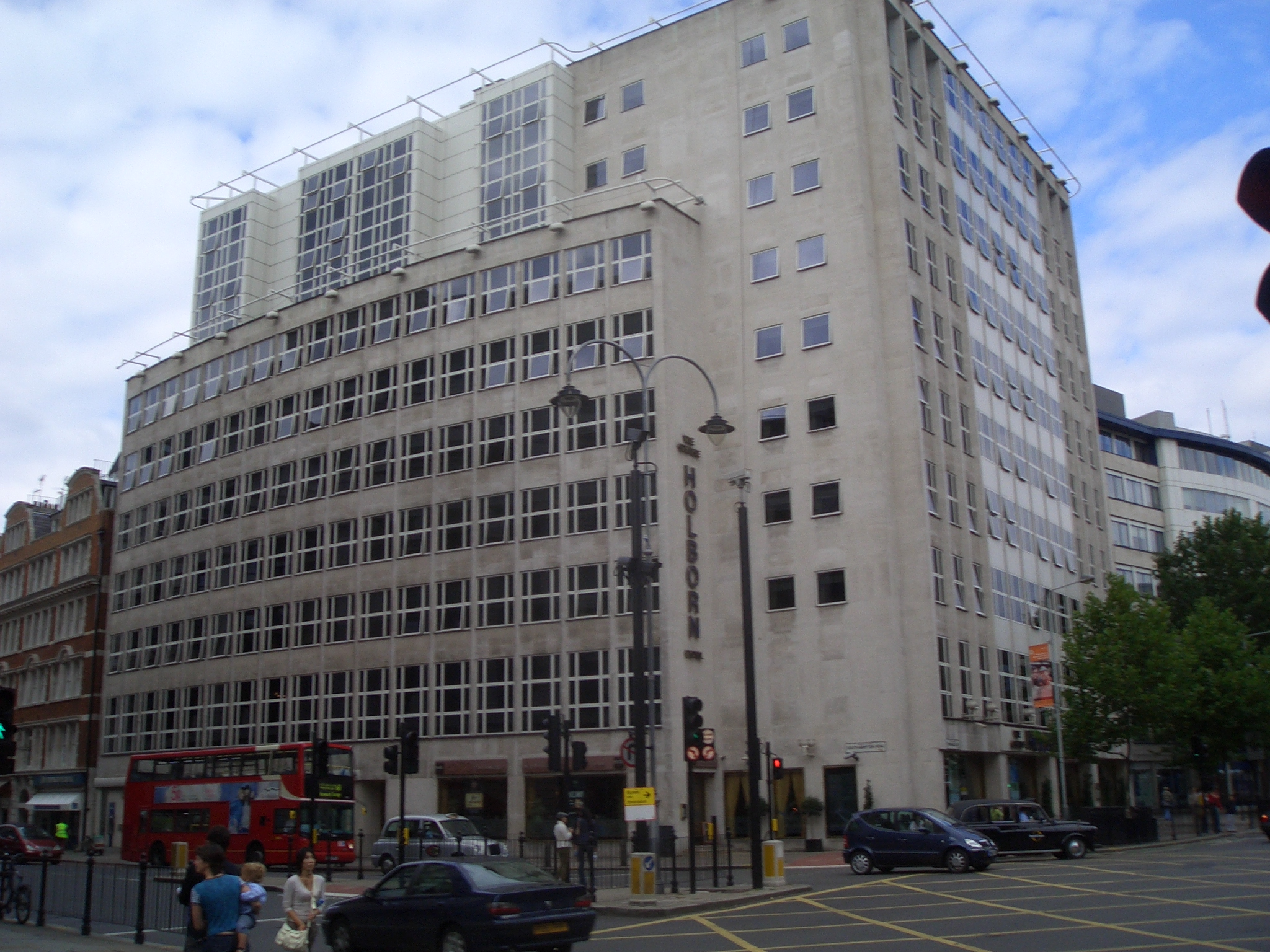
Grange Holborn Hotel
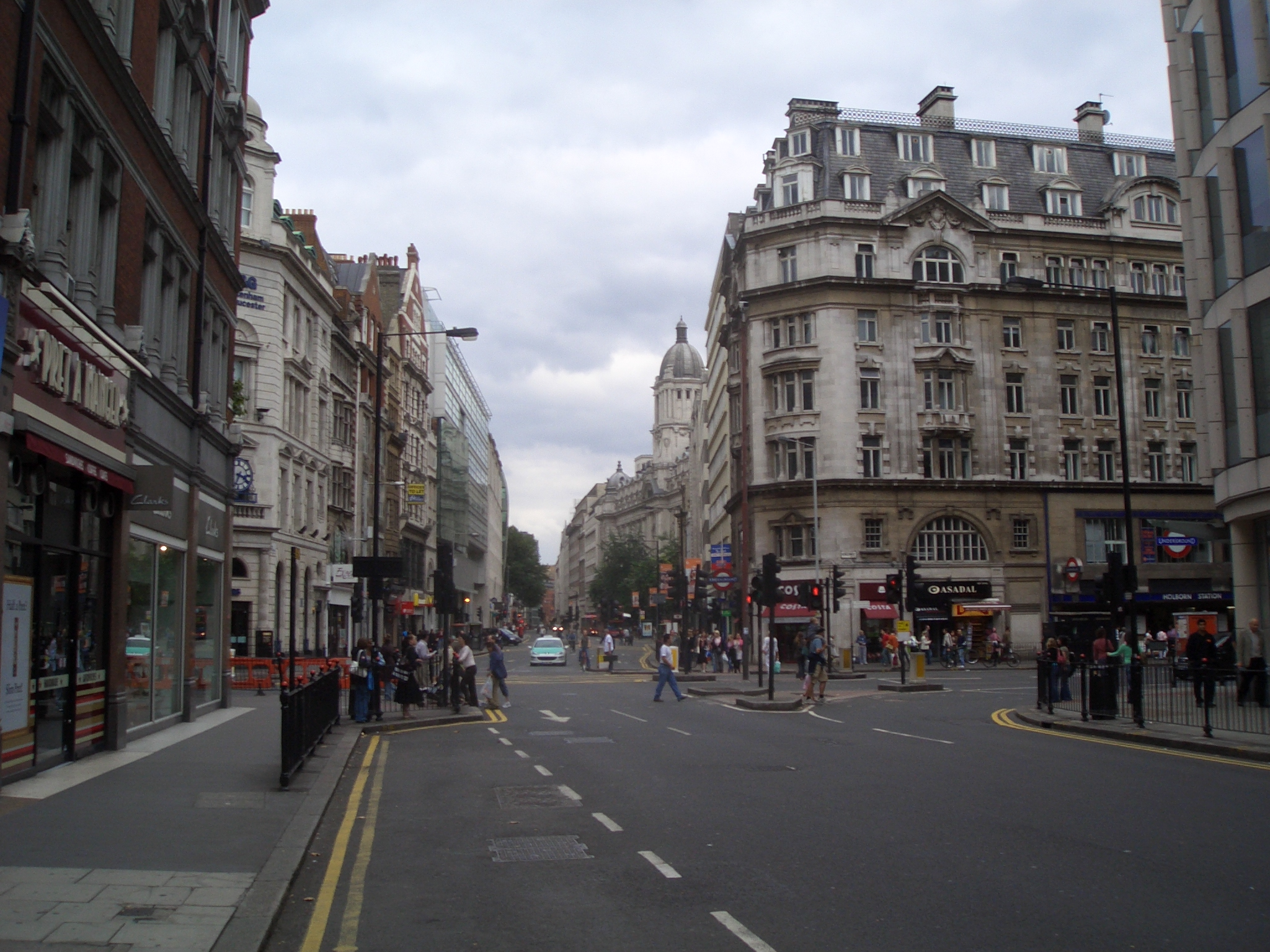
High Holborn
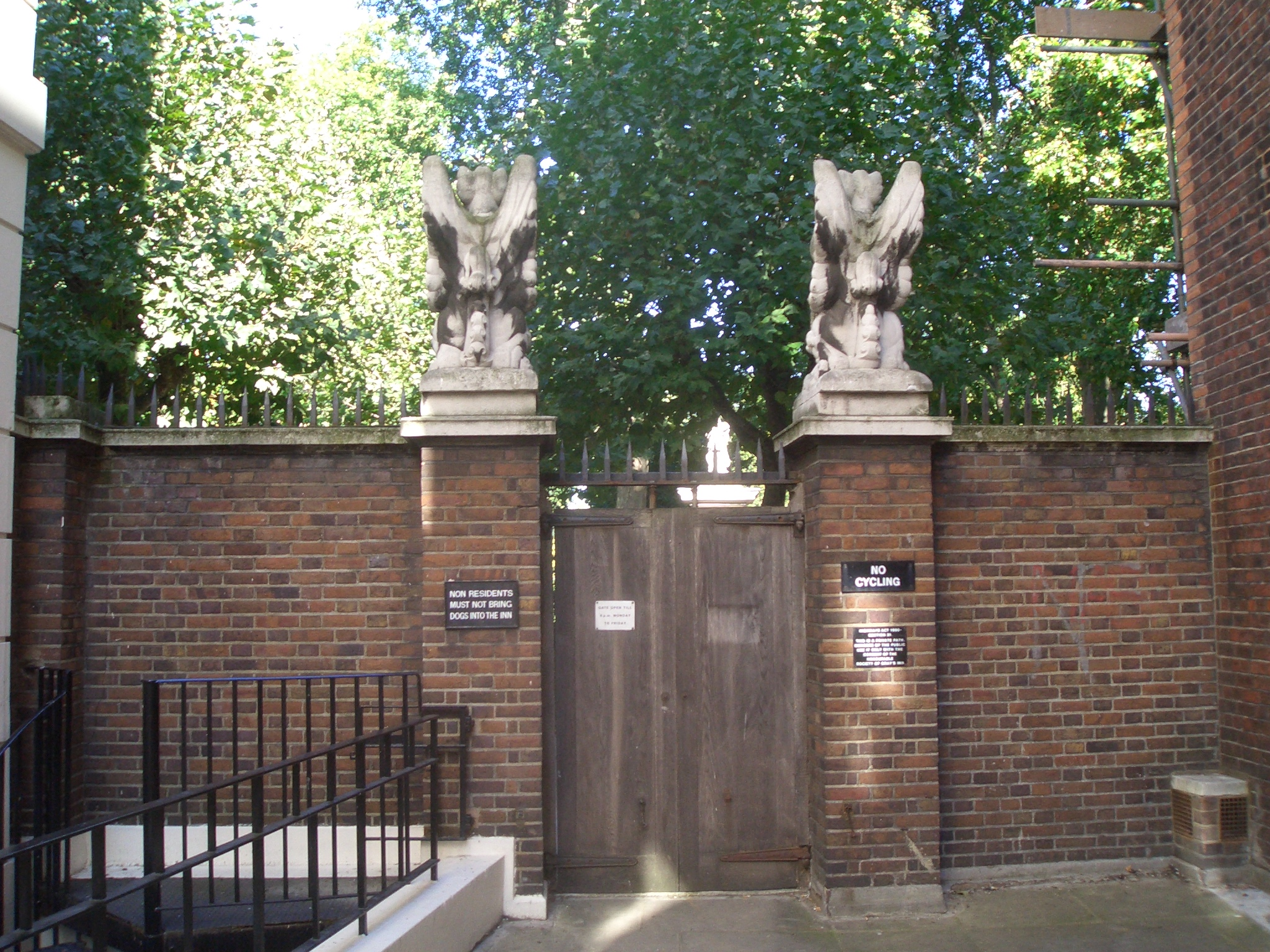
Entrada a Gray's Inn
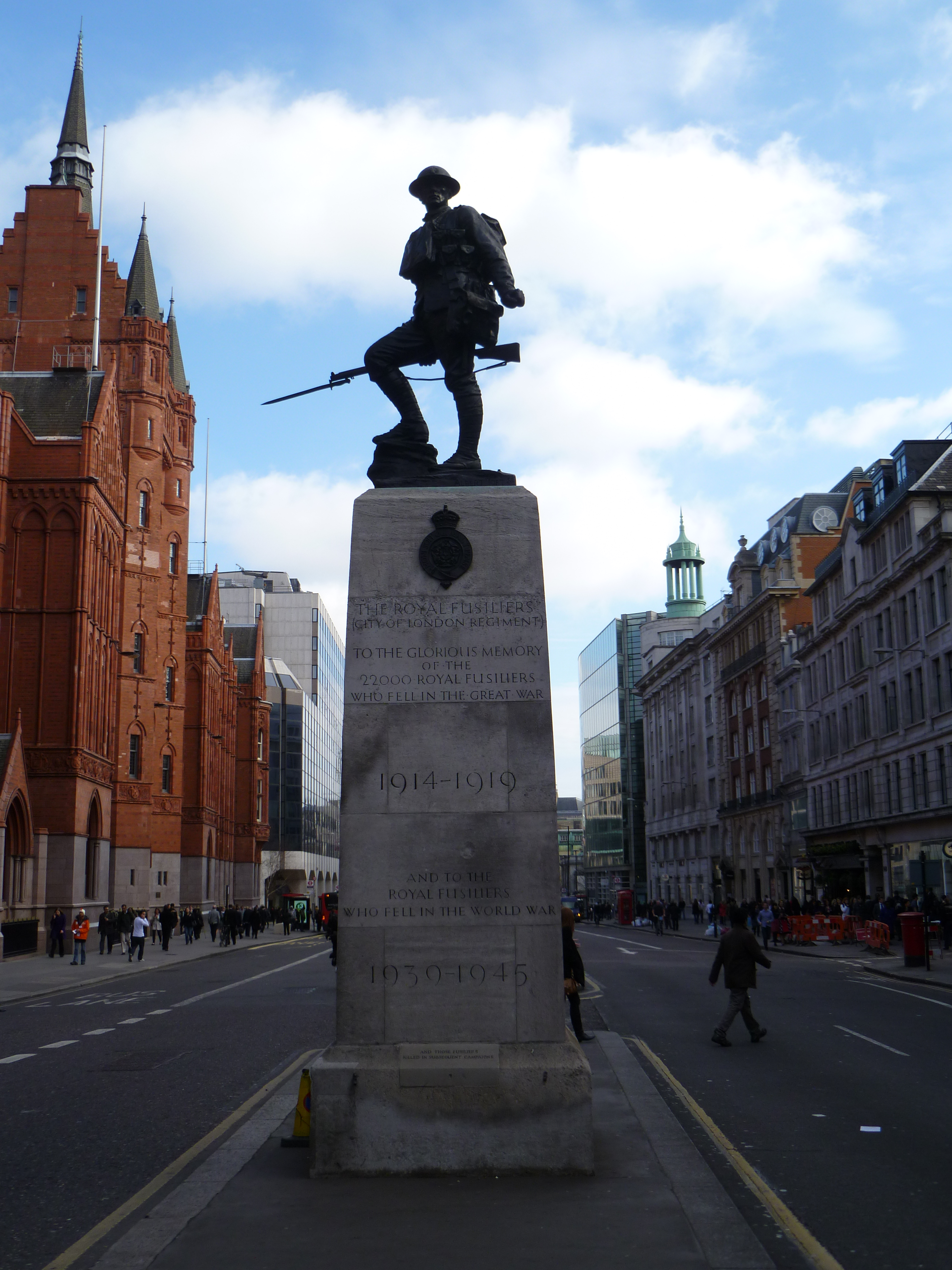
Royal London Fusiliers Monument en Holborn, dedicada a aquellos que murieron en la Segunda Guerra Mundial